# جورج بولونی
جورج بولونی (انگلیسی: Georges Boulogne; ۱ ژوئیهٔ ۱۹۱۷ – ۲۳ اوت ۱۹۹۹) بازیکن فوتبال اهل فرانسه بود.